# 다마치역 (도쿄도)
다마치역(일본어: 田町駅、たまちえき)(영어: Tamachi Station)은 일본 도쿄도 미나토구에 있는 동일본 여객철도 야마노테 선 및 게이힌 도호쿠 선의 역이다. 원래 노선은 도카이도 본선에 해당되나, 실질적으로 운행하는 노선은 야마노테 선과 게이힌 도호쿠 선이다.

## 역사
- 1909년 12월 16일 : 국철 도카이도 본선 시나가와 - 신바시 간 영업 개시.
- 1968년 6월 21일 : 도쿄 도 교통국 지하철 아사쿠사 선 미타 역 영업 개시, 이 역과 환승업무 개시.
- 1970년 5월 1일 : 화물 취급 폐지.
- 1987년 4월 1일 : 국철 분할 · 민영화.
- 2001년 11월 18일 : 교통카드 Suica 사용 개시.

## 타는 곳
섬식 승강장 2면 4선을 가진 지상역으로 교상역사를 보유하고 있다.

### 승강장
↑ 하마마쓰초 · 다바타 · 오미야 방면
| １２ | | ３４ |
다카나와 게이트웨이 · 이케부쿠로 · 오후나 방면 ↓
| 1 | 게이힌 도호쿠 선 | 북행     | 도쿄 · 우에노 · 아카바네 · 오미야 방면       |
| 2 | 야마노테 선      | 내선순환 | 도쿄 · 우에노 · 다바타 방면                  |
| 3 | 야마노테 선      | 외선순환 | 시나가와 · 시부야 · 신주쿠 방면              |
| 4 | 게이힌 도호쿠 선 | 남행     | 시나가와 · 가와사키 · 요코하마 · 오후나 방면 |

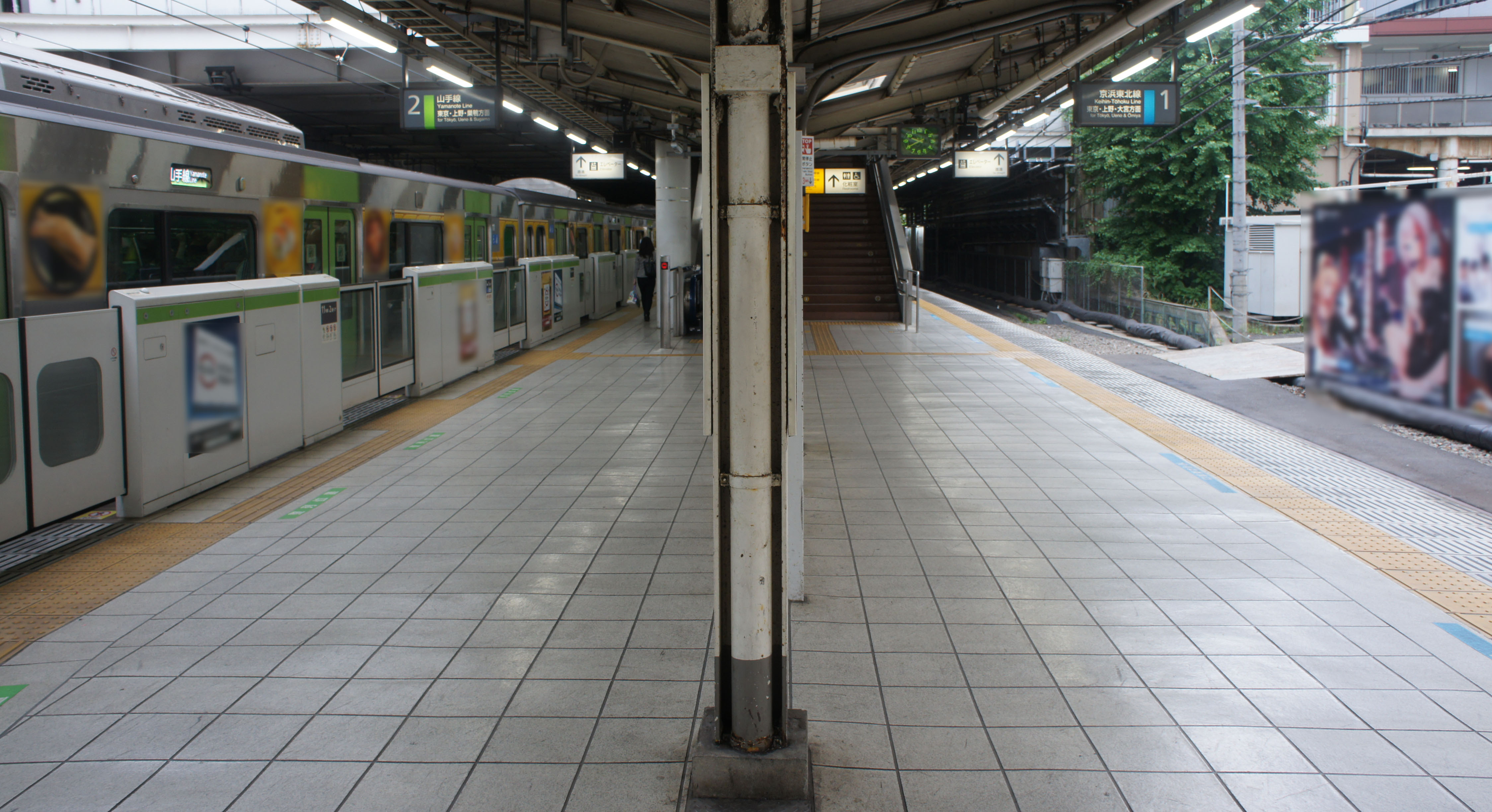
1, 2번선 승강장 (2019년 6월)
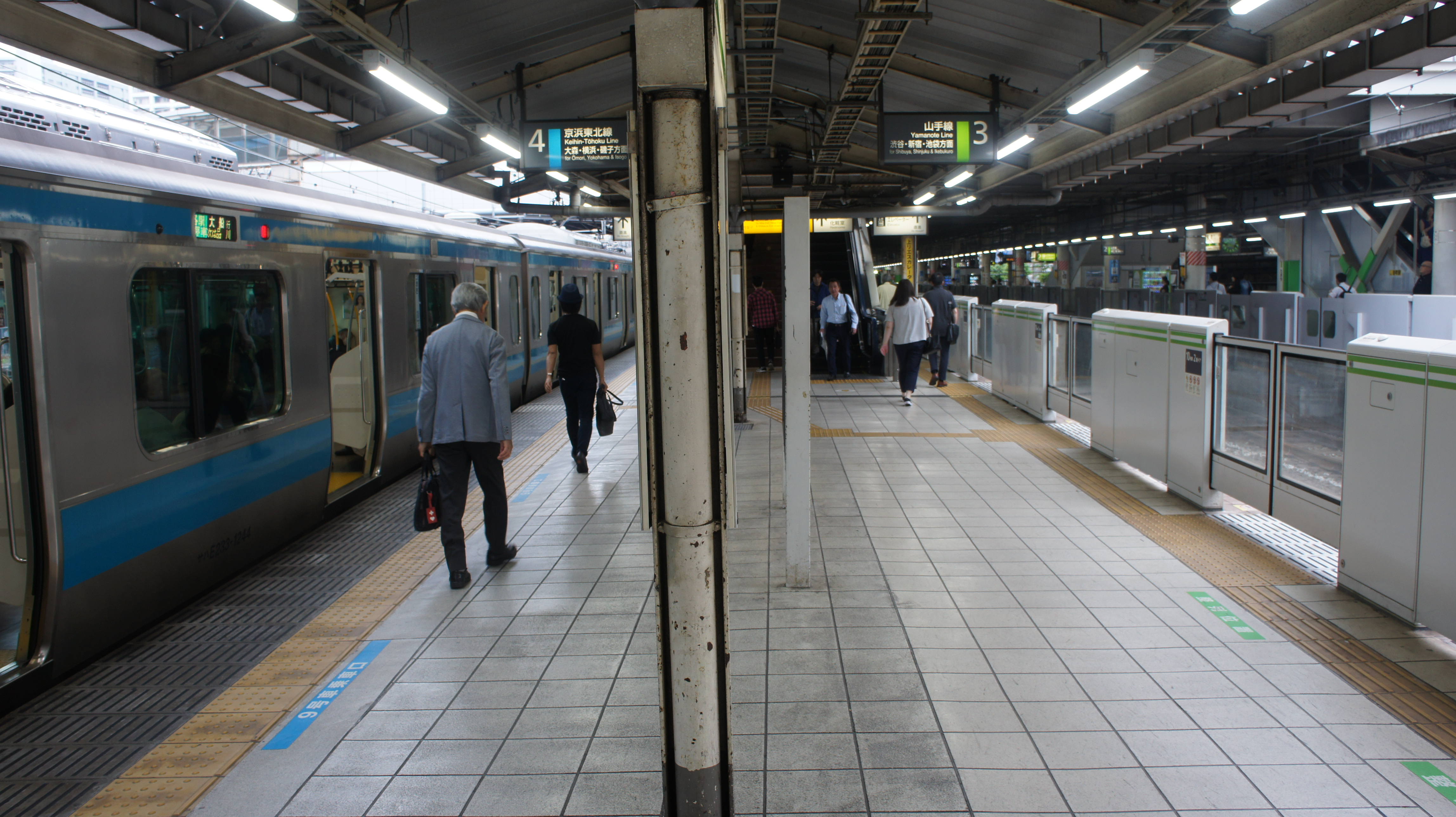
3, 4번선 승강장 (2019년 6월)

### 개찰구
당역에는 북쪽 개찰구와 남쪽 개찰구 두 곳이 있는데, 두 개찰구는 자유 통로를 사이에 두고 마주보고 있다.

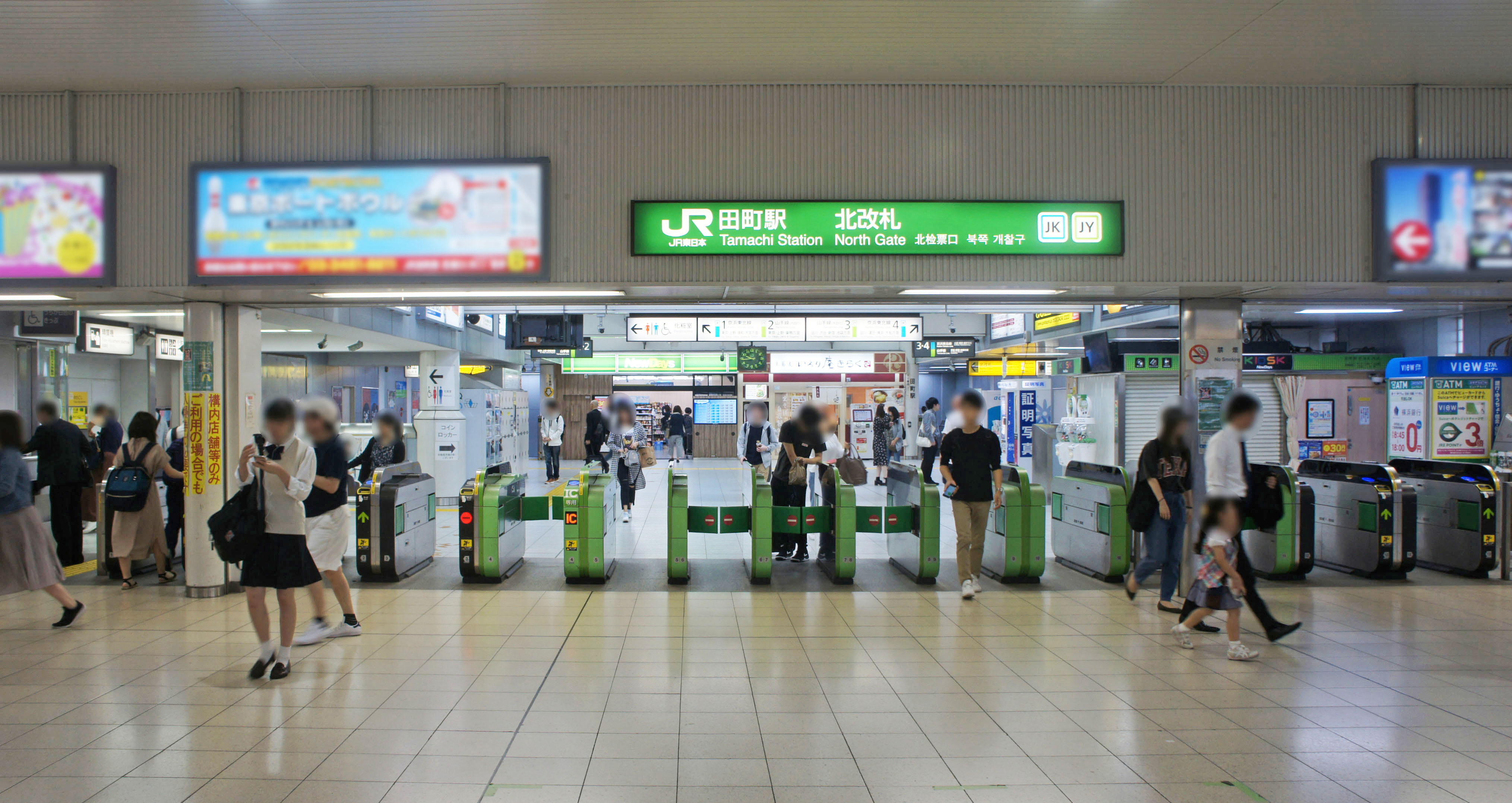
북쪽 개찰구 (2019년 6월)
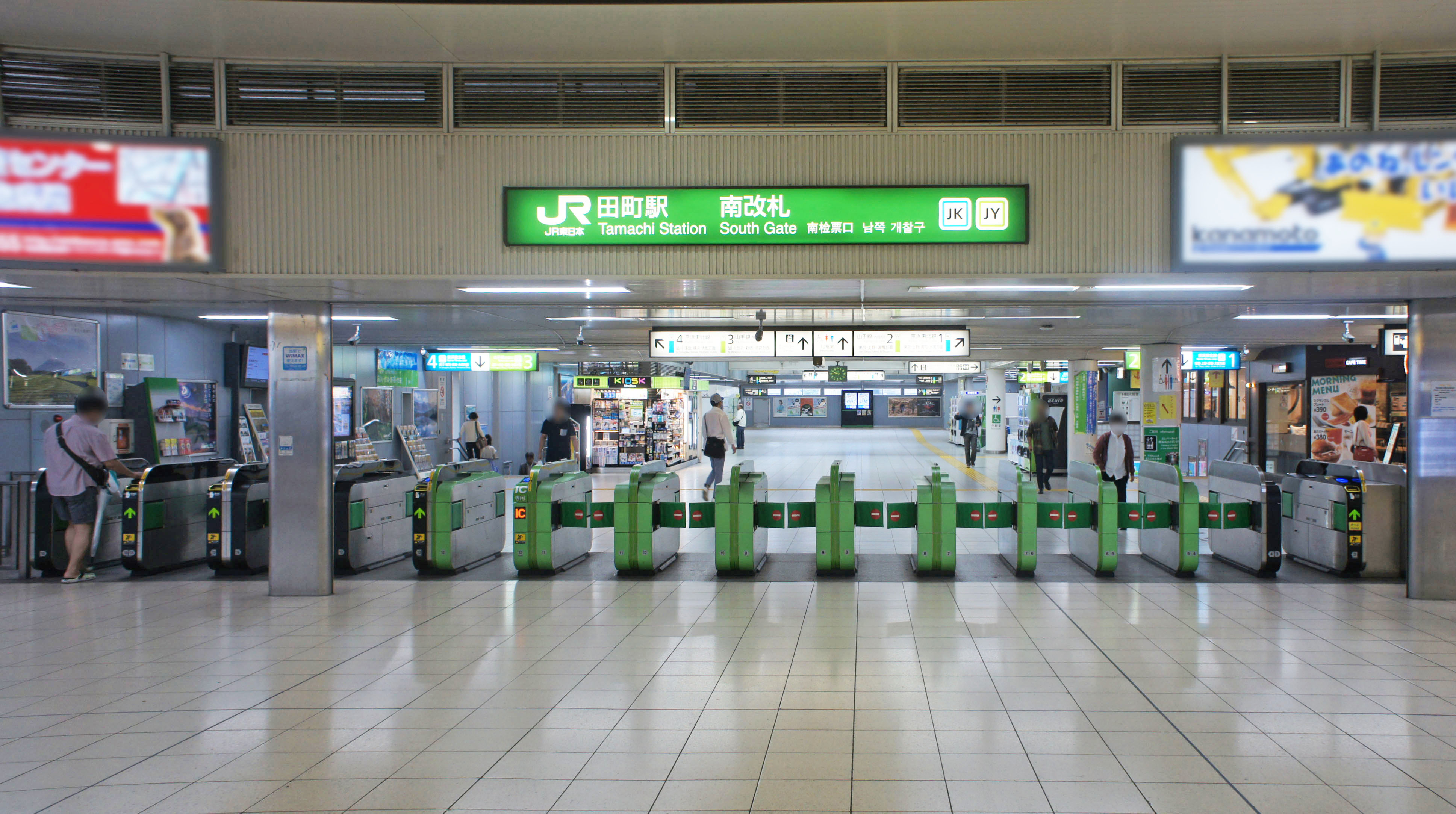
남쪽 개찰구 (2019년 6월)

## 이용 현황
2019년 1일 평균 승차 인원 158,839명, JR 동일본의 역 중 18위.

## 역 주변
- 국도 15호선
- 미타 역
- 게이오기주쿠 대학 미타 캠퍼스
- 게이오기주쿠 중등부
- 게이오기주쿠 여자고등학교
- 시바 경찰서
- 경시청 미타 경찰서
- 산업안전회관
- 안전위생종합회관
- 미나토 근로복지회관
- 장애복지회관
- 장애보건복지센터
- 미나토 구립 복지 회관
- 여성과일미래관
- 미나토 구립 미타 도서관
- 미나토 구립 미나토 향토자료관
- 도쿄소방청 미타출장소
- 헝가리 대사관
- 보츠와나 대사관
- 파푸아뉴기니 대사관
- 이탈리아 대사관
- 쿠웨이트 대사관
- 모잠비크 대사관
- 세이토쿠 대학
- 세이소쿠 고등학교
- 미타 중학교・고등학교
- 도쿄 인터내셔널스쿨
- 시바 4초메
- 시바 5초메
- 다카나와 우체국
- 닛폰 전기 본사
- 미쓰비시 자동차 공업 본사
- 모리나과 제과 본사
- 모리나과 유업 본사
- 일본공산당 미나토 지구
- 미나토 민주상공회

## 인접역
| 동일본 여객철도 도카이도 본선 | 동일본 여객철도 도카이도 본선 | 동일본 여객철도 도카이도 본선         |
| ----------------------------- | ----------------------------- | ------------------------------------- |
| JK 23 하마마쓰초 오미야 방면  | 게이힌 도호쿠 선              | 다카나와 게이트웨이 JK 21 오후나 방면 |
| JY 28 하마마쓰초 내선 순환    | 야마노테 선                   | 다카나와 게이트웨이 JY 26 외선 순환   |